# Lietuvos nacionalinis radijas ir televizija
Lietuvos nacionalinis radijas ir televizija (LRT) – litewski publiczny nadawca radiowo-telewizyjny z siedzibą w Wilnie. Obecnie LRT nadaje trzy programy radiowe i trzy programy telewizyjne.
Na Litwie nie istnieje obecnie abonament radiowo-telewizyjny, choć jego wprowadzenie jest rozważane od roku 1996. Na budżet LRT składają się dotacje bezpośrednio z budżetu państwa (75%) oraz dochody z działalności komercyjnej, przede wszystkim nadawania reklam (25%). Firma zatrudnia około 650 osób.

## Kanały telewizyjne
- LRT Televizija – ogólny
- LRT Plius – kulturalno-wychowawczy
- LRT Lituanica – dla zagranicy

- LRT Radijas – ogólny
- LRT Klasika – muzyki klasycznej
- LRT Opus – młodzieżowy